# Vena tiroidea inferior
La vena tiroidea inferior es un vaso sanguíneo que recoge la sangre procedente de la porción inferior de la glándula tiroides. Existe una vena tiroidea inferior derecha y otra izquierda. Generalmente parte del polo inferior del plexo venoso que se forma alrededor del tiroides, desciende por delante de la tráquea hacia el mediastino y desemboca en la vena braquiocefálica. Es una de las principales vías de drenaje venoso de la tiroides, junto con la vena tiroidea superior que desemboca en la vena yugular interna y la vena tiroidea media que también desemboca en la vena yugular interna. 

## Variabilidad anatómica
Existe gran variabilidad anatómica, en algunos casos puede haber más de una vena tiroidea inferior a cada lado, en otras ocasiones la vena tiroidea inferior izquierda se une a la vena tiroidea inferior derecha para formar la vena ima que desemboca en la vena braquiocefálica izquierda.